# Roodt-sur-Syre
Roodt-sur-Syr (Luxemburgs: Rued-Sir, Duits: Roodt-Syr) is een plaats in de gemeente Betzdorf en het kanton Grevenmacher in Luxemburg.
Roodt-sur-Syr telt ca. 1660 inwoners (2009) en heeft een treinstation.